# 茲布爾伊夫卡
46°14′40″N 32°12′14″E / 46.24444°N 32.20389°E

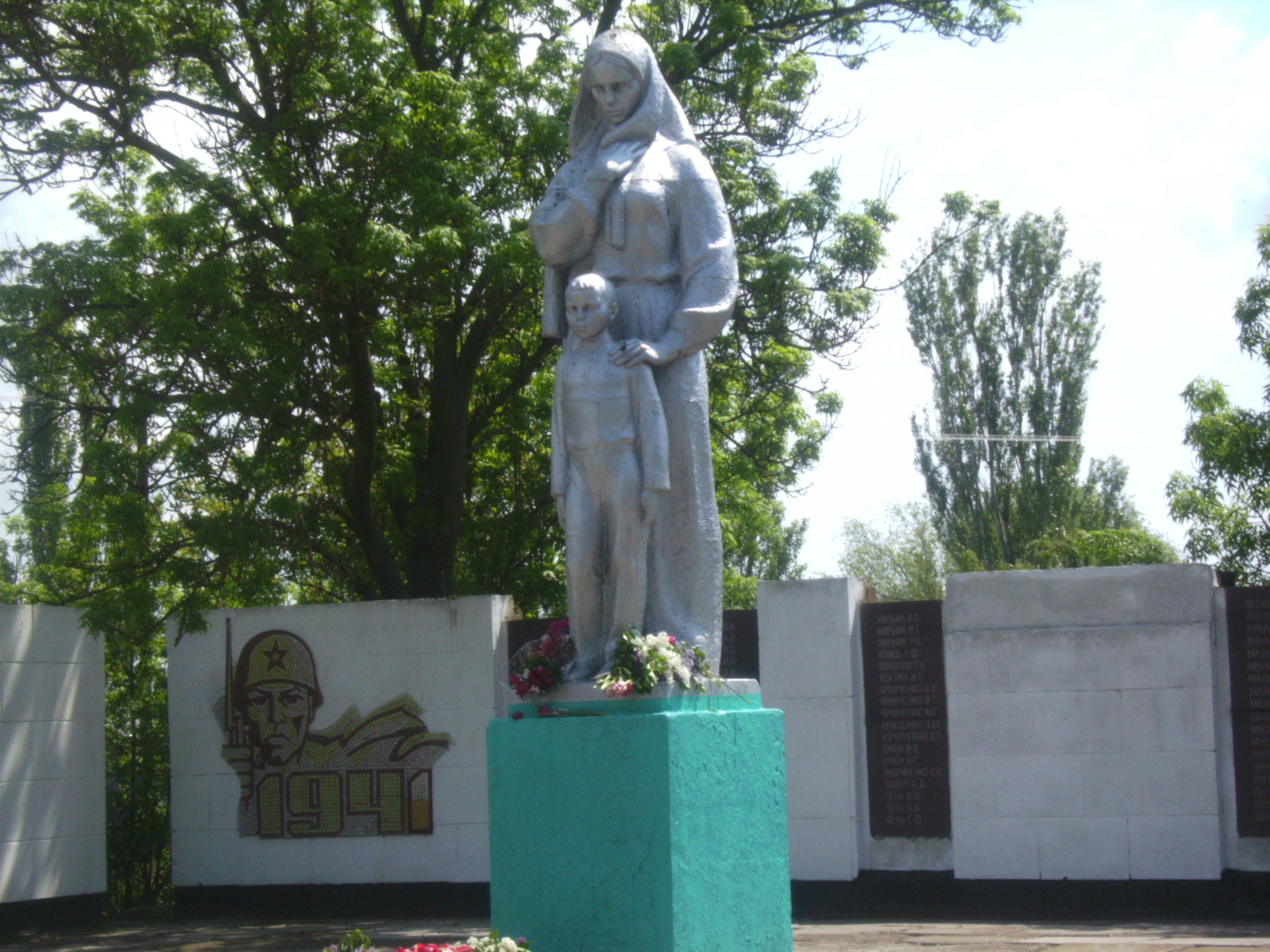

茲布爾伊夫卡（烏克蘭語：Збур'ївка）是位於烏克蘭南部的村莊，由赫爾松州斯卡多夫斯克區的貝赫泰里市鎮負責管轄。該村始建於1837年，面積0.94平方公里，海拔高度4米，2001年人口736，人口密度每平方公里787.2人。